# Eibelshäuser Hütte
Die Eibelshäuser Hütte lag im Tal der Dietzhölze nördlich von Dillenburg bei der Ortschaft Eibelshausen unmittelbar westlich der Mündung des Mandelbaches in die Dietzhölze. Die reichen Erzvorkommen in der Lahn-Dill-Region führten schon früh zu deren Abbau und Verhüttung. Bereits Kelten, Chatten und Römer gewannen und verarbeiteten Eisen, Kupfer und andere Metalle. Die Holzkohle aus der waldreichen Region diente als Brennmaterial beim Schmelzprozess. Es entstanden an den Wasserläufen zahlreiche Rennöfen, Hüttenbetriebe und Hammerwerke. Der Dillenburger Raum zählte 1444 fünf Eisenhütten in Dillenburg, Haiger, Wissenbach, auf der Schelde und zu Eisemrod. Es kamen später noch die Eisenhütten in Ebersbach und Steinbrücken hinzu. Die ersten schriftlichen Quellen zur späteren Eibelshäuser Hütte im Dietzhölztal datieren auf den Oktober 1585, als es zu einem Rechtsstreit zwischen den Dörfern Eibelshausen und Steinbrücken um Weiderechte für Schäfer aus Steinbrücken nahe einer Hütte bei Eibelshausen gekommen war.

## Die Gründung der Eibelshäuser Hütte
Die Grafen von Nassau verliehen an Daniel Heiderich aus Eibelshausen auf seinen Antrag hin vom 20. Januar 1613 eine Konzession zum Betrieb einer Blas- und Eisenhütte neben seiner Mahlmühle auf der Gänsebach vorm Schelderwald.  Heiderich änderte jedoch seine ursprünglichen Pläne, da ihm der ausgewählte Platz nach weiteren Prüfungen als ungeeignet erschien, und beantrage beim Landesherrn, die neue Hütte oberhalb von Eibelshausen „an der Hesselhecke“ errichten zu dürfen, wobei sicherlich der alte Hüttenplatz nahe bei Eibelshausen gemeint war. Es ist aus anderen Montanrevieren bekannt, dass solche Standorte aufgrund ihrer günstigen Lage an einem Wasserlauf über Jahrzehnte genutzt wurden. Heiderich setzte den ersten Holzkohlenhochofen noch in der zweiten Hälfte des Jahres 1613 in Gang. Die Eibelshäuser Hütte stand bis in den Dreißigjährigen Krieg (1618–1648) in Betrieb, der aber während einer Pestwelle um 1635 zum Erliegen kam. Die Hüttenanlagen verfielen und die Erben von Heiderich überließen ihre Konzession einem Konsortium, das auch die Hütte bei Ewersbach betrieb. Dieses baute die Eibelshäuser Hütte nach dem Ende des Dreißigjährigen Krieges wieder auf und nach den wenigen vorliegenden schriftlichen Quellen ist davon auszugehen, dass die Hütte in Produktion stand.

## Die Eibelshäuser Hütte unter landesherrschaftlicher Regie
Es liegen erst wieder ab der zweiten Hälfte des 18. Jahrhunderts vermehrte schriftliche Quellen für die Eibelshäuser Hütte vor, die sich vor allem im Hessischen Hauptstaatsarchiv Wiesbaden in den Beständen 174, 178, 190 und 370 befinden und die detaillierte Rückschlüsse auf Produktionsmengen und hergestellte Produkte sowie auf ihre technische Ausstattung liefern. Weitere Informationen zum Betrieb sind bei Johann Philipp Becher (1752–1831) 1789 und Friedrich August Alexander Eversmann (1759–1837) 1806 zu finden.
Der Hauptgrund für die nun wieder vermehrt einsetzende schriftliche Überlieferung ist in dem Übergang der Hütte in landesherrschaftliche Regie zu sehen. Die nassauische Berg- und Hüttenkommission in Dillenburg forderte im Rahmen ihrer kameralistischen Wirtschaftspolitik genaue Angaben über den Betriebsablauf ein, um einen beständigen Überblick zum Zustand der Hütte und ihrer Rentabilität zu haben. Die Aufsicht über die Hütte führte ein Fürstlich Oranien-Nassauischer Hüttenverwalter. Seit 1758 war dies Johann Jost Wickel, dem neben der Eibelshäuser Hütte sämtliche Hütten- und Hämmer im Steinbrücker Revier unterstanden. Die Eibelshäuser Hütte erhielt unter seiner Leitung einen neuen, aus Stein erbauten Hochofen und weitere Produktionsanlagen wie ein Gieß- und Schmelzhaus. Die Hütte bezog die notwendigen Erze von den herrschaftlichen Gruben, die in den Gemarkungen der Dörfer Nanzenbach, Eibach, Oberscheld und Sechshelden lagen. Die Eibelshäuser Hütte lieferte ihr erzeugtes Roheisen zu den einheimischen, unter landesherrschaftlicher Regie stehenden Eisenhämmern, so zum Steinbrücker Hammer und dem Teichhammer, der größere Teil ging allerdings ins benachbarte Ausland nach Westfalen und hier insbesondere zu den Blechhämmern in der Region um Olpe.
Die Hütte stand in Nachfolge von Wickel seit September 1786 unter der Aufsicht des aus Müsen im Siegerland stammenden erfahrenen Hüttenfachmannes Johann Heinrich Jung (1761–1832), der in den folgenden Jahren zahlreiche technische Neuerungen, wie einen neuen Hochofen, eine Schlackenpoche nach Siegener Art oder ein Zylinder-Gebläse nach Baaderschem Prinzip einführte. Der neue Hochofen war der höchste und leistungsfähigste im Dillenburger Revier. Der jüngere Bruder von Johann Heinrich Jung Johann Jakob (1779–1847) wurde 1808 sein Nachfolger als Hütteninspektor für das Steinbrücker Revier.

## Die Verpachtung der Eibelshäuser Hütte
Nach den Napoleonischen Kriegen verfolgte die nassauische Regierung eine liberale Wirtschaftspolitik und gab die Eigenregie der landesherrschaftlichen Hütten und Gruben auf. Die Eibelshäuser Hütte ging 1816 an ein Konsortium unter der Führung von Johannes Nassauer und dem Hüttenverwalter Johann Jakob Jung pachtweise über, die nach dem Ausscheiden der anderen Gesellschafter 1822/23 nun von Johann Jakob Jung allein weiter betrieben wurde. Jung baute in den folgenden Jahren die Hütte zum Mittelpunkt eines umfangreichen Betriebes mit vor- und nachgelagerten Produktionsstufen wie Gruben-, Transport- und Holzarbeiten sowie dem Steinbrücker und Teichhammer aus, der in den 1840er Jahren bis zu 500 Arbeitskräfte beschäftigte.

## Die Eibelshäuser Hütte im Besitz der Familie Jung
Nachdem J.J. Jung den Pachtvertrag 1833 und 1853 verlängern konnte, gingen die Eibelshäuser Hütte und die Hämmer 1865 ganz auf die Familie Jung über und firmierten zusammen mit der Amalienhütte bei Bad Laasphe als Unternehmen J.J. Jung. Eine Werbeanzeige des Unternehmens im Handbuch der Leistungsfähigkeit der gesamten Industrie Deutschlands, Österreichs, Elsass-Lothringens und der Schweiz von 1873 liefert folgende Angabe zur Produktion und zu den hergestellten Produkten:
Hochofenbetrieb, Fabrik von Eisengusswaaren, Hammerwerksbetrieb, Maschinen=Fabrik liefern:
1. Roheisen aus besten nassauischen Erzen und rein bei Holzkohlen erblasen.
2. Oefen, Heerde, Maschinentheile, Gartenmöbel und verschiedene Gusswaaren – elegante Form und dünner Guss bei ausgezeichneter Haltbarkeit, direkt aus dem Hochofen gegossen.
Die Familie Jung legte im März 1883 die Eibelshäuser Hütte mit ihren spätere erworbenen Hüttenbetrieben zu einem geschlossenen Unternehmen, dem Hessen-Nassauischen Hüttenverein, zusammen. Die Eibelshäuser Hütte gilt infolgedessen als Keimzelle des Hessen-Nassauischen Hüttenvereins, der nach Buderus zum größten Unternehmen in der Lahn-Dill-Region aufstieg.
Die Familie Jung investierte nach der Übernahme der Eibelshäuser Hütte in ihre technische Ausstattung. So erhielt sie 1869 ein hoch modernes Dampfmaschinengebläse und begann ab 1890 mit der Umstellung auf den kostengünstigeren Kupolofen-Betrieb mit Koksheizung, als mit der Fertigstellung der Dietzhölztalbahn preisgünstig Koks aus dem Ruhrgebiet bezogen werden konnte. Allerdings sind Kupolöfen nicht mehr in der Lage, Gusseisen aus Erz zu erschmelzen. Es werden in ihnen durch eine erneute Schmelze von Gießereiroheisen Gusswaren hergestellt. Die Umstellung auf einen reinen Gießereibetrieb durch koksbetriebene Kupolöfen beendete 1898 mit dem Ausblasen des letzten Holzkohlehochofens auf der Eibelshäuser Hütte eine jahrtausendealte Holzkohlen-Ära in der Lahn-Dill-Region.
Es entstand jedoch mit der Aufgabe der Verhüttung der Roherze eine Lücke in der Produktionskette von der Erzgewinnung über den Hochofenbetrieb zur Weiterverarbeitung des Roheisens in den Gießereibetrieben. Die Familie Jung musste die auf ihren Gruben geförderten Eisenerze an andere Hochofenwerke verkaufen und das notwendige Roheisen für ihre Gießereien von externen Unternehmen beziehen. Die Eibelshäuser Hütte, wie die weiteren Betriebe des Hessen-Nassauischen Hüttenvereins, waren infolgedessen stark von den konjunkturellen Schwankungen des Marktes anhängig. Die Familie Jung schloss diese Lücke wieder 1905 mit der Errichtung des auf Koks basierenden Hochofenwerkes in Oberscheld, wo die auf ihren Gruben geförderten Erze verhüttet und das erzeugte Roheisen in ihren Gießereibetrieben weiterverarbeitet wurden.
Das Produktionsprogramm der Eibelshäuser Hütte reichte von kleinen, transportablen Frühstücksherden bis hin zu aufwendigen Ofen- und Herdkombinationen, die nach Wunsch durch Anbringen von unterschiedlichen gusseisernen und später emaillierten Platten variabel gestaltet werden konnten, wobei der Kaufpreis nach dem Gewicht berechnet wurde. Die Kunden wählten bei Eisenwarenhändlern aus Musterbüchern ihre Öfen und Herde aus. Die Modelle wurden über lange Zeit hinweg angeboten, um den Zeitgeschmack unterschiedlicher Generationen zu befriedigen. Im Jahre 1908 erhielt die Hütte ein Emaillierwerk, um mit den weiteren Anbietern in der Lahn-Dill-Region mithalten zu können, die ihrerseits ebenfalls in Emaillieranlagen investierten. Emaillierte Produkte galten als hygienisch und sehr modern und waren bei potenziellen Käuferschichten sehr beliebt.

## Der Übergang der Eibelshäuser Hütte auf den Buderus-Konzern
Die Eibelshäuser Hütte wurde während des Ersten Weltkriegs in die Rüstungsproduktion eingebunden. Der Hessen-Nassauische Hüttenverein investierte in den 1920er Jahren in die Modernisierung aller seiner Standorte, geriet aber in der Weltwirtschaftskrise in erhebliche finanzielle Schwierigkeiten. Er musste 1932 infolge seiner Überschuldung mit den Buderus’schen Eisenwerken eine Interessengemeinschaft eingehen und ging 1935 vollständig mit der Eibelshäuser Hütte auf den Buderus.Konzern über. Die Eibelshäuser Hütte blieb ein wichtiger Standort des Buderus-Konzerns bis zu dessen Übergang 2004 auf die Robert Bosch GmbH.

## Der heutige Standort der Eibelshäuser Hütte
Der Standort Eibelshausen wurde ab 2007 für die Fertigung von Warmwasser- und Wärmepumpenspeichern für weitere Marken des Geschäftsbereiches Bosch Thermotechnik bestimmt und stufenweise als Leitwerk für deren Produktion ausgebaut. Die Eibelshäuser Hütte durchlief während ihres Bestehens seit Anfang des 17. Jahrhunderts vielfache technische Veränderungen, um sich den jeweiligen Marktbedingungen anzupassen. Das heutige Werk Eibelshausen von der Bosch Thermotechnik ist ein gelungenes Beispiel für einen Transformationsprozess von einem ursprünglich heimischen Roheisenproduzenten zu einem technologisch führenden Anbieter auf dem Sektor der Energietechnik. Allerdings ist von der alten Bausubstanz nur noch ein dreistöckiges Gebäude aus dem Modernisierungsprozess Anfang der 1930er Jahre erhalten geblieben.